# Менокаль, Армандо
Армандо Менокаль (исп. Armando José Isabel García-Menocal y García-Menocal; 8 июля 1863 — 28 сентября 1942) — кубинский художник. Его фамилия (полностью — Гарсия-Менокаль и Гарсия-Менокаль) в ряде источников, в зависимости от страны, времени и языка, пишется по-разному, так что в большинстве случаев сохраняют то, которой художник сам пользовался при жизни — Менокаль.

## Биография

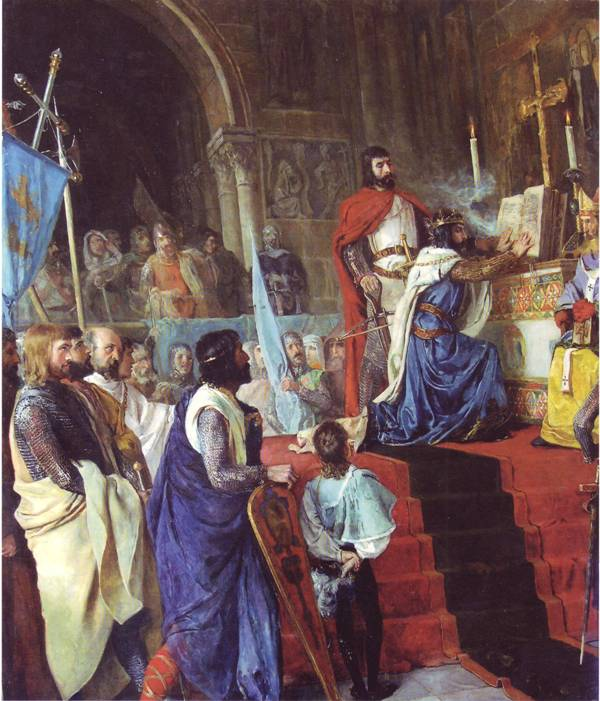
La jura de Santa Gadea — Клятва Санта-Гадеа

Родился в Гаване, Куба. Имеет кантабрийское происхождение. Был четвертым и последним ребенком в семье Рафаэля Гарсия-Менокаль-и-Ривас и Марии дель Росарио Гарсиа-Менокаль-и-Мартин. Его мать и отец — дальние родственники, произошедшие от одного человека, прибывшего на Кубу в середине XVII века. Был крещен 7 августа 1863 года. Когда мальчику было 5 лет, отец скончался. Данных об оценке первых лет художественного образования Армандо Менокаля не так много, но в любом случае известно, что начальное обучение он закончил экстерном в Школе живописи и скульптуры Сан-Алехандро между 1876 и 1881 годами и от которой позже получил пенсию. В 1887 была написана всемирно известная его работа: «Клятва Санта-Гадеа». В мае 1899 открыл свою студию.
В начале XX века был известен на Кубе, преподавал в ряде университетов. В период с 1891 по 1895 год Менокаль продолжал писать в основном портреты, и его творчество в те годы стало значительным благодаря многочисленным частным заказам.

## Внешние ссылки
- "El Ministerio de Cultura solicita la cesión de «La Jura de Santa Gadea»
- "Cultura Cubano - Armando Menocal"